# Angraecum
Angraecum là một chi thực vật có hoa trong họ Lan.